# Zoersel
Zoersel è un comune belga di 20 803 abitanti nelle Fiandre (Provincia di Anversa).

## Suddivisioni
Il comune è costituito dai seguenti distretti:
- Zoersel
- Halle